# Pau de Iam Zapolsk

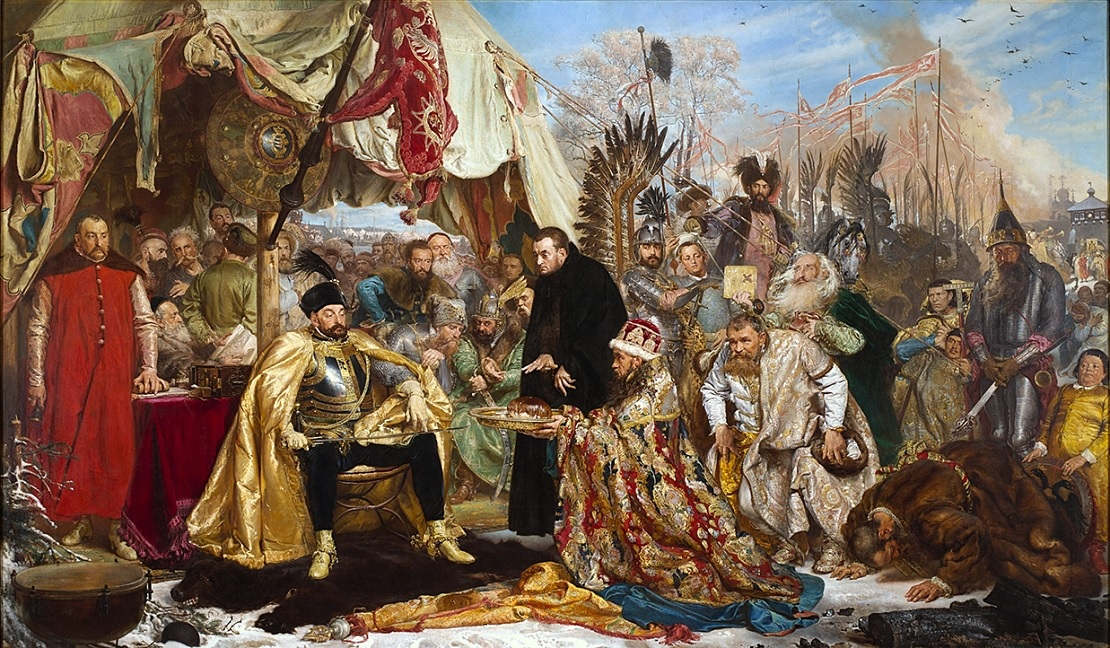
Bathory en Pskov, 1579. Pintura de Jan Matejko, datada el 1872.

La Pau de Iam Zapolsk o Treva de Iam Zapolsk va ser un tractat pel qual es va establir una treva de deu anys després del setge a Pskov que va concloure la prolongada Guerra de Livònia de 1558 - 1582 i, en el context més ampli, la sèrie de guerres russo-lituanes del segle xvi. Es va concloure amb l'ajut del legatus papal Antonio Possevino i va ser signat el 15 de gener de 1582 pel rei de Polònia i Gran Duc de Lituània Esteve Bathory I en nom de la Mancomunitat de Polònia-Lituània i pel tsar Ivan IV de Rússia.
Segons els termes del tractat, Rússia renunciava a tota reclamació sobre Livònia i Pólotsk, però no va concedir cap territori rus central com a Batory. La treva va ser estesa per vint anys el 1600, quan una missió diplomàtica a Moscou liderada per Lew Sapieha va culminar les negociacions amb el tsar Borís Godunov. La treva va acabar quan els polonesos van envair Rússia el 1605.